# 聖馬丁鄉 (比霍爾縣)

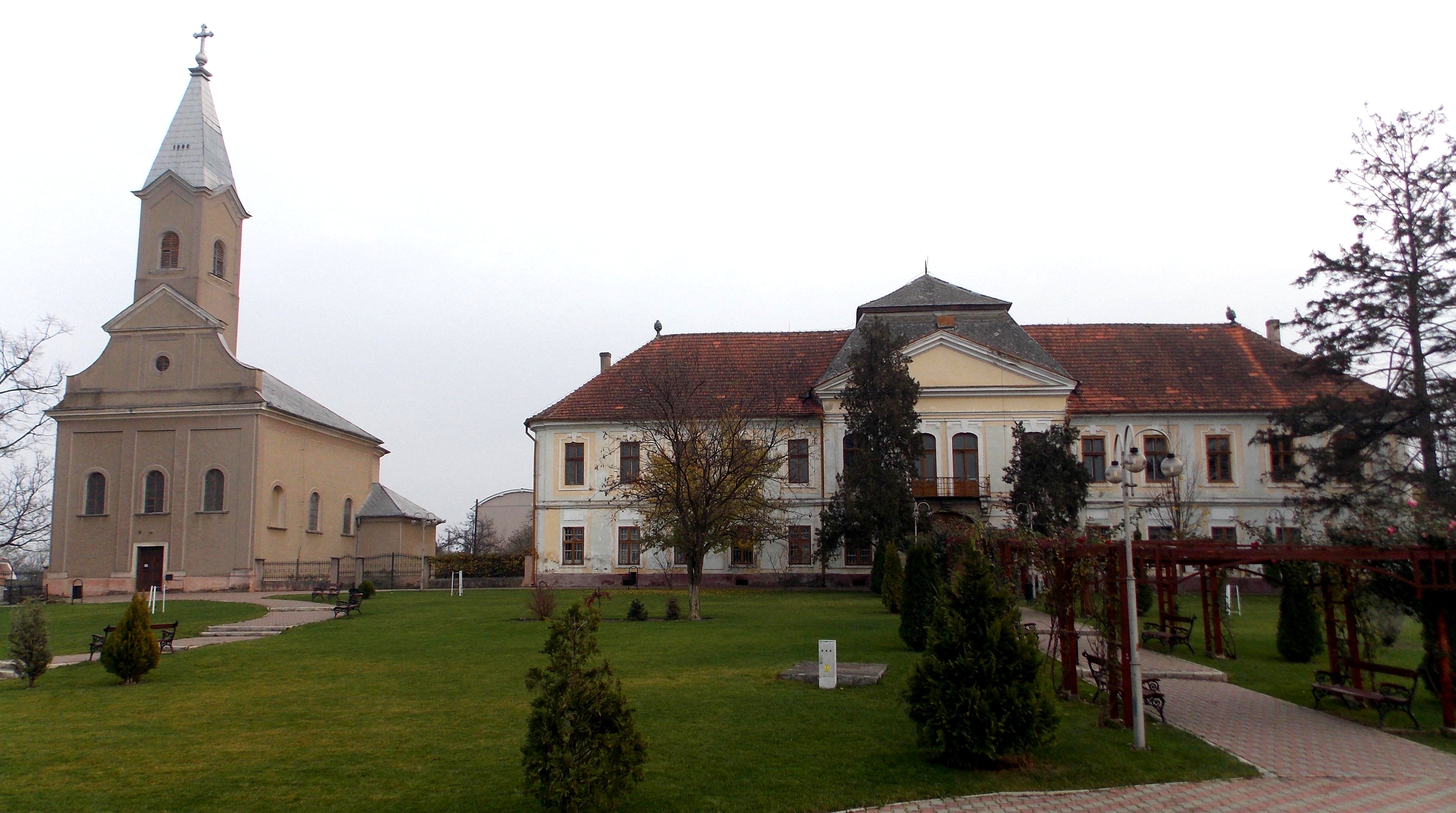

47°00′14″N 21°58′34″E / 47.004°N 21.976°E
聖馬丁鄉（羅馬尼亞語：Comuna Sânmartin, Bihor），是羅馬尼亞的鄉份，位於該國西北部，由比霍爾縣負責管轄，面積62平方公里，海拔高度178米，2007年人口8,390，人口密度每平方公里136人。